# Estadio de Matola
El Estadio da Matola es un estadio multiusos en Maputo,
Mozambique. Actualmente se utiliza principalmente para partidos de fútbol y es el estadio local del Atlético Muçulmano da Matola.
El estadio tiene capacidad para 3000 personas.
En el año 2025 albergó la Fase Eliminatoria del Campeonato Africano Sub-20.